# Бардинка
Бардинка — деревня в Бессоновском районе Пензенской области России. Входит в состав Бессоновского сельсовета.

## География
Деревня находится в центральной части Пензенской области, в пределах Сурско-Мокшанской возвышенности, в лесостепной зоне, на левом берегу реки Шелдаис, на расстоянии примерно 1 километра (по прямой) к западу от села Бессоновки, административного центра района.
Климат
Климат характеризуется как умеренно континентальный. Средняя температура воздуха самого холодного месяца (января) составляет −12 °C; самого тёплого месяца (июля) — 20 °C. Годовое количество атмосферных осадков составляет около 500 мм. Снежный покров держится в среднем в течение 148 дней в году.

## История
Основана не позднее 1710 года помещиком Бардиным. В 1719 году село Рождественское числилось князем Иваном Ивановичем Черкасским. Имелась Рождественская церковь. В 1747 году Рождественское, Бардино тож, упоминается как владельческое село солдата лейб-гвардии Преображенского полка Михаила Ивановича Бардина (71 ревизская душа) и гвардии капитана, князя Ивана Ивановича Егупова-Черкасского (43 ревизских души).
В 1782 году в селе имелось 17 дворов, церковь во имя Рождества Христова и деревянный господский дом. В 1785 году Рождественское числилось за помещиками: М. Н. Блохиным (75 ревизских душ), А. М. Кологривовым (109 душ) и А. И. Холкионовым (16 душ).
В 1894 году Бардинка относилась к приходу храма во имя преподобного Сергия в селе Палеологово; в этот период времени в деревне была деревянная кладбищенская церковь во имя Рождества Христова, построенная в 1850 году. По состоянию на 1910 год Бардинка (Рождественское) входила в состав Бессоновской волости Пензенского уезда. Имелась одна крестьянская община и 67 дворов.

## Население
| 2010 |
| ---- |
| 38   |

Половой состав
По данным Всероссийской переписи населения 2010 года в гендерной структуре населения мужчины составляли 47,4 %, женщины — соответственно 52,6 %.
Национальный состав
Согласно результатам переписи 2002 года, в национальной структуре населения русские составляли 87 % из 55 чел.

## Улицы
Уличная сеть села состоит из одной улицы (ул. Полевая).